# Tang Jiaxuan

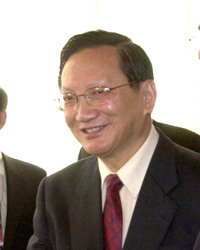
Tang Jiaxuan, 2002

Tang Jiaxuan (chinesisch 唐家璇, Pinyin Táng Jiāxuán, * 1. Januar 1938 in Zhenjiang, Provinz Jiangsu, China) ist ein chinesischer Politiker. Von 1998 bis 2003 war er Außenminister der Volksrepublik China.
Nach verschiedenen Positionen als Diplomat in Japan wurde er 1991 Assistent des chinesischen Außenministers Qian Qichen, 1993 dessen Vizeminister und folgte ihm 1998 schließlich im Amt. Tang blieb Außenminister bis 2003. Bis 2008 verblieb er als Mitglied im Staatsrats der Volksrepublik China. Zusätzlich war Tang von 1997 bis 2007 Mitglied des Zentralkomitees der Kommunistischen Partei Chinas.